# Векк, Карл Иоганн
Иоганн Карл Векк (нем. Johann Carl Weck) (8 июля 1841—1914) — немецкий предприниматель, изобретатель нескольких типов посуды для консервирования.

## Биография
В 1895 году получил патент и начал выпуск особых банок, герметичность содержимого которых достигалась при помощи резиновой прокладки и металлического замка.
В более поздних вариантах банок резиновую прокладку частично сменил целлофан (в частности, для консервации джемов), появилась резьбовая крышка.
Устройство получило столь широкое распространение в Германии и других странах, что в качестве термина, означающего в немецком языке консервирование, уже в 1907 году словарь Duden указывал не только обычное Einkochen, но и Einwecken.
Поначалу торговля у самого Векка не задалась, даже его представителю в Эммерихе-на-Рейне Георгу Ван Эйку удавалось сделать более половины от общего объёма продаж. Векк убедил Ван Эйка переехать в Эфлинген (в Южном Бадене) и 1 января 1900 года совместно основать компанию «J. Weck & Ко». Таким образом, фамилия И. Векка была зарегистрирована в качестве товарного знака.
Вопреки распространённому мнению, Weck не был изобретателем банок для консервирования, носящих его имя. Патент на способ консервирования продуктов посредством нагревании, был приобретён им в 1895 году у химика Рудольфа Ремпеля (1859—1893), получившего его 24 апреля 1892 года. Этот патент, позволявший сохранять фрукты без применения алкоголя, заинтересовал Векка, в том числе и потому, что он был вегетарианцем и трезвенником.
Благодаря успешной рекламе ван Эйка способ консервации, а вместе с ним и посуда Векка получили быстрое распространение. К 1901 году Векк покинул компанию и поселился в Эльзасе, где и скончался в 1914 году.
В СССР стеклотара аналогичного образца с различными типами крышек (в том числе бугельная крышка) широко применялась для консервации на территории СССР, где в литературе упоминалась как "банка типа «Векка». Подобные банки ёмкостью от 0,5 до 3 л выпускаются и по сей день.